# Weywot (księżyc)
Weywot, pełna nazwa (50000) Quaoar I Weywot – naturalny satelita planetoidy transneptunowej (50000) Quaoar.

## Odkrycie i nazwa obiektu
Weywot został odkryty w lutym 2006 roku przez astronomów M. E. Browna i T.-A. Suera za pomocą teleskopu Hubble’a. O odkryciu poinformowano 22 lutego 2007 roku. Nazwa zaczerpnięta została z mitologii ludu Tongva, w której to Weywot jest bogiem nieba.

## Właściwości fizyczne
Jest to obiekt o średnicy szacowanej na ok. 100 km. Obiega Quaoara w czasie ok. 12,44 dni, w średniej odległości ok. 14 500 km. Powstał być może w wyniku kolizji Quaoara z innym ciałem i oddzielił się od jego lodowego płaszcza.